# Forte Petit Minou
Il Forte Petit Minou fu uno dei forti a protezione della rada di Brest, una rada di mare davanti alla città di Brest.

## Storia

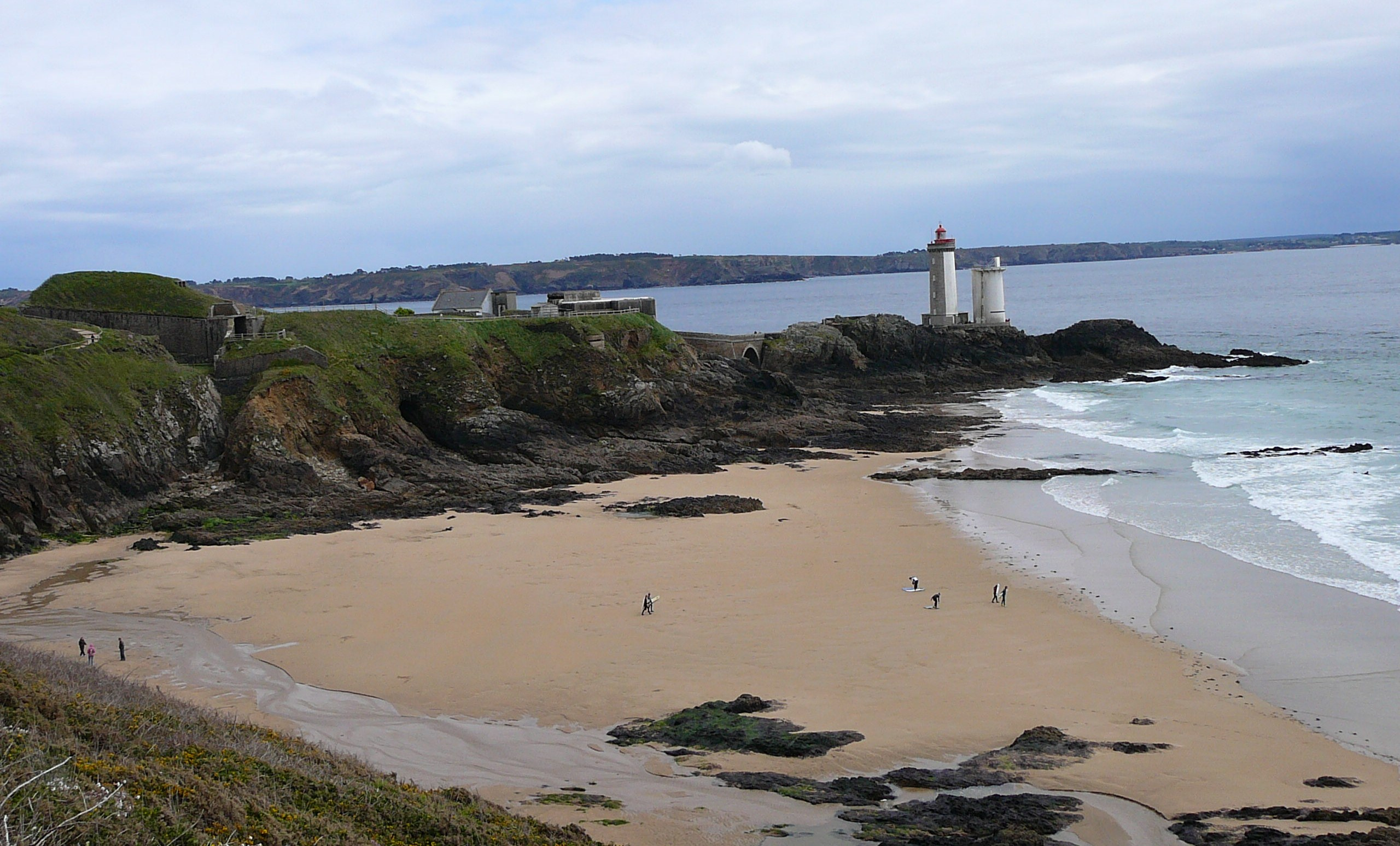
Posizione del forte

Il forte fu voluto da Sébastien Le Prestre de Vauban e fu costruito tra il 1694 e il 1697 e si trova nel territorio comunale di Plouzané, in Bretagna (Francia). 
Il complesso ha un muro esterno di calcinacci alto circa 6 metri e circondato da un fossato profondo 3 metri e largo 9,5 metri. Era armato da cannoni da 240 mm, un posto di comando, un magazzino e di diverse direzioni di tiro. Il forte fu rinforzato dal XVIII secolo al XIX secolo.
Al forte si trovavano postazioni originali per cannoni da 32 e da 100 mm, in totale 5 batterie. Attorno a forte invece si possono trovare altre strutture originali, come altre batterie per cannoni.
Accanto al forte è stato costruito alla fine della piccola penisola, nel 1848, il faro di Petit Minou.
Dopo la prima guerra mondiale il forte venne demilitarizzato e accolse al suo posto un hotel. Sempre al forte furono girate alcune scene del film Remorques, realizzato da Jean Grémillon e uscito nel 1941.
Nel seguito fu occupato dai nazisti, dal 1940 fino alla liberazione del 1944, edificando nei pressi della fortezza alcuni bunker. In seguito fu occupato dagli americani.
Alla fine della guerra i resti dell'albergo sono stati eliminati.
Avendo perso ogni vocazione militare, il forte fu acquisito dal comune di Plouzané, e aperto al pubblico dall'ottobre 2007. Agibili al pubblico, ma con attenzione, restano un piccolo tunnel all'interno del forte.